# Rába Quelle Gyógy-, Termál- és Élményfürdő

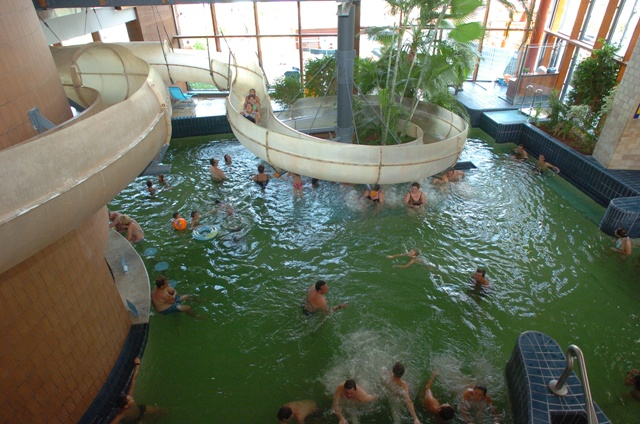
A fürdő belseje

A Rába Quelle Gyógy-, Termál- és Élményfürdő a Mosoni-Duna és a Rába találkozásánál lévő félszigeten épült, ahonnan csodálatos kilátás nyílik Győr történelmi belvárosára. A fürdő őse ma idényjelleggel üzemelő strandfürdő, közel 5 hektáros területen, melyet Hajós Alfréd tervei alapján építettek 1931-ben.
A győri vizet már a középkori krónikák is jegyezték, mert számos betegségre hatásos. A 2000 méter mély termálkútból feltörő 67 °C-os vizet 1978-ban minősítették gyógyvízzé.
2004. október 3-án nyitotta meg kapuit a mai kor igényeinek megfelelő Rába Quelle Gyógy-, Termál- és Élményfürdő. A találkozások fürdője minden generációnak kínál igényeinek megfelelő szolgáltatást. Emellett a mozgásszervi betegségben szenvedők részére (orvosi beutalás alapján) gyógykezelést és fürdőszolgáltatást is nyújt.

## Élményfürdő
Öt medence és két csúszda (egy 64 és egy 38 méteres) áll a fürdőzők rendelkezésére. 
A medencékben igénybe vehető szolgáltatások elsősorban a wellnesst, a rekreációt, a pihenést segítik, sodró csatorna, fekvő masszázs segítségével.
A műgejzírek, vízköpők, masszírozó fúvókák, (különböző magasságokban), vízesés, vadvízi csatorna, zuhatag barlanggal, pezsgőfürdő mind a látványt, az élményeket fokozó tárgyak, berendezések. Külön medencében játszhatnak a kisgyermekek. A termálfürdői részben négy medencét használhatnak a vendégek. A különböző hőfokon 29, 32 és 38 °C-os temperált vízben az úszás mellett fekvő masszázs, derék és hátmasszírozó fúvókák segítik a vendégek pihenését, gyógyulását.
- Szaunakert

A szauna kertben a legfejlettebb technikával felszerelt szaunák, gőzkabinok várják vendégeket. A szolgáltatások közé tartozik a pezsgőfürdő és a külön merülő medence.
- Masszázsok

Különböző masszázsok is segítik a pihenést, regenerálódást, illetve gyógyulást. Fajtái: az aromaterápiás, a gyógynövényes, a svéd, és a thai masszázsok.)
- Vendéglátás

A fürdőben három étterem, egy vízi bár, szaunabár, és büfé található a fürdöző vendégek kényelmére.

## Gyógyászat
A Társadalombiztosítási Igazgatósággal kötött szerződés alapján az Élményfürdő vezetősége orvosi szolgáltatásokat nyújt az e célból létrehozott helyiségekben korszerű gépparkjával és képzett egészségügyi szakkáderek igénybevételével. 2007. május eleje óta a fürdőnek külön szakképzett orvosa van. Aki válogatás nélkül ellátja az egészségügyi és a fitnesz szolgáltatásokat megalapozó vizsgálatokat. A következő egészségügyi szolgáltatásokra van lehetőség:
- balneo-,
- mechano-,
- elekto-,
- hidroterápiás kezelések. A betegirányítás várakozás nélkül, külön részlegben történik. Ülőfürdő igénybevételére is van lehetőség.

## Lásd még
- Balneológia
- Gyógyfürdő
- Gyógyvíz
- Terápia
- Termálvíz

## Külső hivatkozások
- http://www.gyortermal.hu
- http://www.termalfurdo.net/index.php?p=egy_furdo&fid=61
- https://web.archive.org/web/20070930102739/http://www.goldenball.hu/termal.swf
- ÁNTSZ – Országos Gyógyhelyi és Gyógyfürdőügyi Főigazgatóság